# Vanpheng Keonakhone
Vanpheng Keonakhone là một chính trị gia người Lào. Bà là đảng viên Đảng Nhân dân Cách mạng Lào. Bà là đại biểu Quốc hội Lào cho thành phố Viêng Chăn (Khu vực 1).